# Katastrofa lotu Thai Airways International 261
Katastrofa lotu Thai Airways 261 wydarzyła się 11 grudnia 1998 roku w Surat Thani w Tajlandii. Samolot Airbus A310-300 (nr rej. HS-TIA) linii Thai Airways (lot nr 261), lecący ze 146 osobami na pokładzie rozbił się w czasie podchodzenia do lądowania. W katastrofie zginęło 101 osób (90 pasażerów i 11 członków załogi), a 45 osób zostało rannych.
Samolot wystartował z portu lotniczego Bangkok-Don Muang o godzinie 19:10. Lot do Surat Thani miał trwać dwie godziny. Gdy samolot dolatywał do lotniska Surat Thani Airport, kapitan zmniejszył wysokość lotu w celu podjęcia próby podchodzenia do lądowania. W okolicach lotniska panowały bardzo złe warunki atmosferyczne - padał ulewny deszcz, a widoczność była mocno ograniczona. Pierwsze dwie próby podchodzenia do lądowania zakończyły się fiaskiem. W czasie trzeciej próby samolot rozbił się dwie mile na południowy zachód od lotniska. Jak ustalono, przyczyną katastrofy była dezorientacja przestrzenna pilotów, wywołana złymi warunkami atmosferycznymi.